# Carlo Tononi
Carlo Annibale Tononi (1675–1730) est un luthier italien du XVIIIe siècle.

## Biographie
Carlo Tononi a été formé et a travaillé avec son père, Johannes Tononi, dans l'atelier familial à Bologne jusqu'à la mort de celui-ci, en 1713. Après ce décès, il s'est installé dans le plus important centre musical de l'Italie, Venise.
À la fin du XVIIe siècle, Bologne était un grand centre de l'art et spécialement pour les instrumentistes à cordes, car elle était la ville de l'Accademia Filarmonica à laquelle Corelli avait pris le titre d’académicien en même temps que son surnom de "il Bolognese". Originaire de Fusignano, il vivait à Rome, mais revenait épisodiquement (comme l'atteste notamment sa venue à Modène). Au début du XVIIIe siècle, Venise est devenu un centre culturel plus important (pour la musique et la lutherie). Carlo Tononi est venu à Venise vers 1713-1716, où il est devenu un des plus connus des facteurs de la nouvelle école vénitienne.
Avant son décès, Tononi a modifié son testament pour pourvoir à ses funérailles. Il a demandé que l'on procède à la vente d'un de ses violoncelles pour payer une messe pour le salut de son âme.
Le 21 avril 1730, ses exécuteurs testamentaires ont publié son testament après sa mort.